# Zillertalbahn
Le Zillertalbahn est une ligne de chemin de fer à voie étroite (760 mm) reliant Jenbach et Mayrhofen, dans le Tyrol autrichien. Elle est exploitée par son propriétaire, la Zillertaler Verkehrsbetriebe Aktien Gesellschaft, qui y fait circuler des trains voyageurs cadencés, des trains touristiques à vapeur et des trains marchandises.

## Histoire
Dès la fin des années 1860, en raison des mauvaises conditions de circulation dans le Zillertal, route sinueuse et traversant parfois des zones marécageuse, la presse réclame à plusieurs reprises la construction d'une ligne de chemin de fer.
Le 25 novembre 1892, au « Gasthof Bräu » à Zell am Ziller, une réunion de tous les conseils paroissiaux et de personnalités hautement estimées de la vallée eut lieu, au cours de laquelle un « comité ferroviaire » fut formé, mais seulement deux ans et demi plus tard, le 21 avril 1895 la décision de construire un chemin de fer est prise. Le 2 décembre 1895, le ministre des chemins de fer k & k Heinrich von Wittek a remis le certificat de concession à un membre du parlement de l'État (Kaspar Schneider), un hôtelier (Franz Prantl) et un médecin (Dr Raimund Rainer), tous des citoyens respectés et ainsi la «Zillerthalbahn Actiengesellschaft» a été créée le 26 décembre 1899, pour un capital social de 150 000 florins.
La construction a commencé en 1900. La ligne a été mise en service en quatre étapes. Le dernier tronçon de Zell am Ziller à Mayrhofen, dont la construction a été retardée pour des raisons financières, a été ouvert le 31 juillet 1902.

## Matériel moteur engagé sur la ligne

### Locomotives à vapeur
|  | Numéro        | Année | Constructeur              | État                                               |
|  | ------------- | ----- | ------------------------- | -------------------------------------------------- |
|  | 2 "Zillertal" | 1900  | Krauss & Co Linz, no 4506 | Opérationnelle, louée à la SLB Pinzgauer Lokalbahn |
|  | 3 "Tirol"     | 1902  | Krauss & Co Linz, no 4790 | Opérationnelle                                     |
|  | 4 (ter)       | 1909  | Krauss & Co Linz, no 6035 | Opérationnelle                                     |
|  | 5 "Gerlos"    | 1930  | Krauss & Co Linz, no 1521 | Opérationnelle                                     |
|  | 6 "Hobby-lok" | 1916  | Krauss München, no 7182   | Opérationnelle                                     |

### Locomotives diesel
|  | Numéro | Année | Constructeur                                    | État                                                                            |
|  | ------ | ----- | ----------------------------------------------- | ------------------------------------------------------------------------------- |
|  | D1     | 1991  | Diema                                           | Opérationnelle                                                                  |
|  | D2     | 1991  | Diema                                           | Opérationnelle                                                                  |
|  | D8     | 1967  | Orenstein & Koppel Dortmund-Dorstfeld, no 26615 | Opérationnelle                                                                  |
|  | D10    | 1970  | Duro Dakovic Slavonksi-Brod                     | Opérationnelle                                                                  |
|  | D12    | 1959  | Orenstein & Koppel Dortmund-Dorstfeld, no 25923 | Opérationnelle                                                                  |
|  | D13    | 2004  | GLG Gmeinder, no 5745                           | Opérationnelle                                                                  |
|  | D14    | 2004  | GLG Gmeinder, no 5746                           | Opérationnelle                                                                  |
|  | D15    | 2007  | GLG Gmeinder, no 5750                           | Opérationnelle, en livrée publicitaire noire "Zillertal Aktivcard"              |
|  | D16    | 2007  | GLG Gmeinder, no 5751                           | Opérationnelle, en livrée publicitaire bleue "Adlerbühne Mayrhofner Bergbahnen" |

### Autorails
|  | Numéro    | Année | Constructeur                  | État         |
|  | --------- | ----- | ----------------------------- | ------------ |
|  | VT1 (bis) | 1986  | Knotz                         | Opérationnel |
|  | VT3 (bis) | 1984  | Jenbacher Werke AG            | Opérationnel |
|  | VT4       | 1984  | Jenbacher Werke AG            | Opérationnel |
|  | VT5       | 1995  | Jenbacher Transportsysteme AG | Opérationnel |
|  | VT6       | 1995  | Jenbacher Transportsysteme AG | Opérationnel |
|  | VT7       | 1998  | Jenbacher Transportsysteme AG | Opérationnel |
|  | VT8       | 1998  | Jenbacher Transportsysteme AG | Opérationnel |

### Matériel ayant été utilisé par le passé
|  | Numéro      | Année | Constructeur                                    | État                                                                          |
|  | ----------- | ----- | ----------------------------------------------- | ----------------------------------------------------------------------------- |
|  | 1 "Raimund" | 1900  | Krauss 4505                                     | Exposée comme monument à Jenbach                                              |
|  | 4 (bis)     | 1939  | Borsig 14806                                    | Vendue à la Rügensche Kleinbahn GmbH et porte le nom "Aquarius C"             |
|  | BET101      | 1928  |                                                 | Transformé en 1938 en voiture puis reconstruit en VT3 en 1953                 |
|  | D9          | 1967  | Orenstein & Koppel Dortmund-Dorstfeld, no 26612 | Démolie après sa mise hors service                                            |
|  | D07         | 1940  | Gebus                                           | Vendue en 1988 à l'ÖGLB                                                       |
|  | D07 (bis)   | 1961  | RABA                                            | Vendue en 2000 à la Stainzer Lokalbahn                                        |
|  | D11         | 1960  | Orenstein & Koppel Dortmund-Dorstfeld, no 25965 | Vendue à la Rhein-Sieg-Eisenbahn                                              |
|  | VT1         | 1963  | N.V. Carrosseriefabriek Hoogeveen               | Vendu en 1999 à Stichting v/h Rotterdamsche Tramweg Maatschappij              |
|  | VT2         | 1954  | Talbot, no 96939                                | Vendu en 1985 à la Öchsle Museumsbahn, depuis 1992 "VT 99 401" à Döllnitzbahn |
|  | VT3         | 1953  | Reconstruction du BET101                        | Démolie après sa mise hors service                                            |
|  | -           | 1927  | Wiener Lokfabrik                                | Rendue à son propriétaire, actuellement préservée au Eisenbahnclub Mh. 6      |

## Galerie de photos

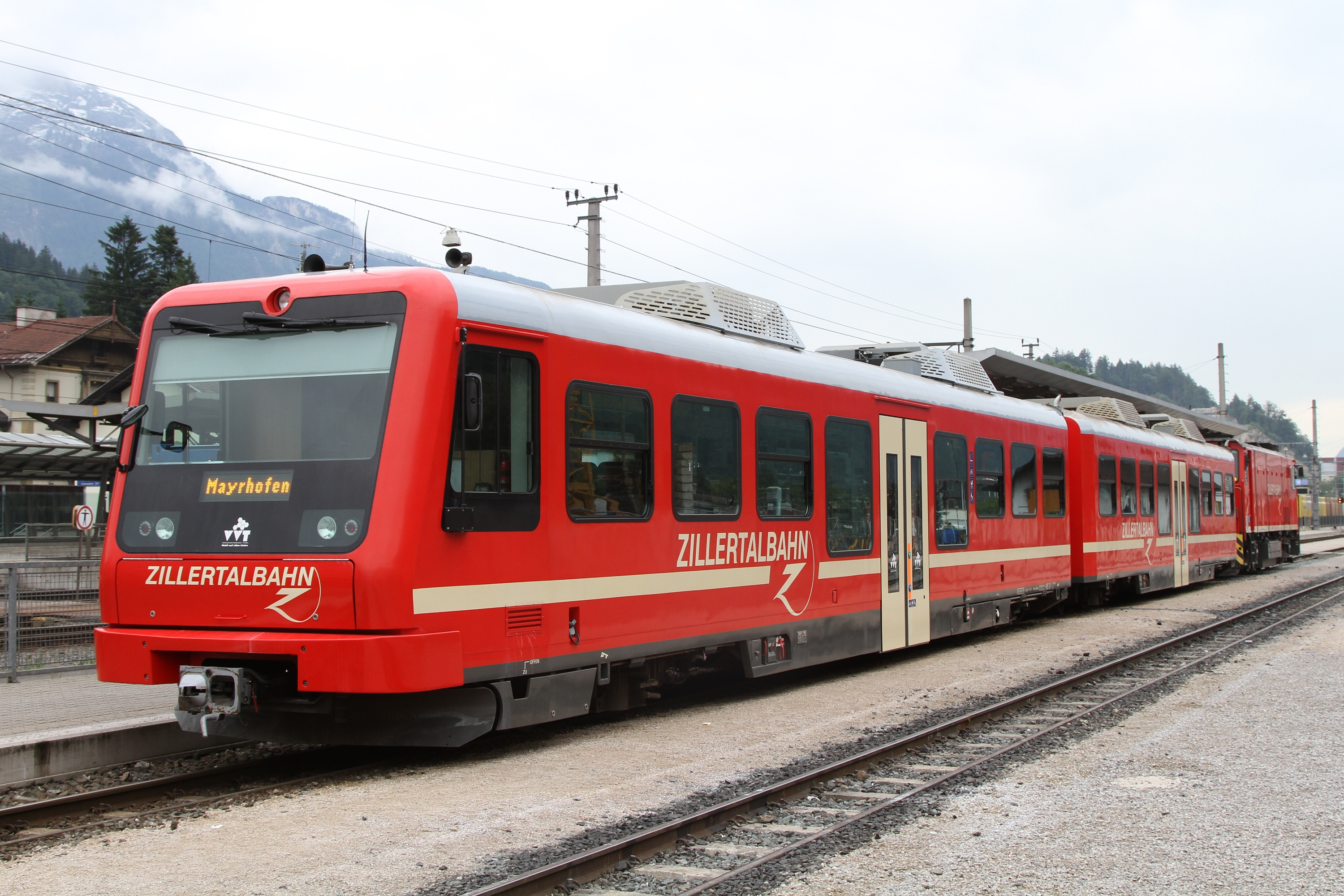
Une partie des trains voyageurs sont assurés par des rames réversibles tractées ou poussées par des locomotives diesel hydrauliques.
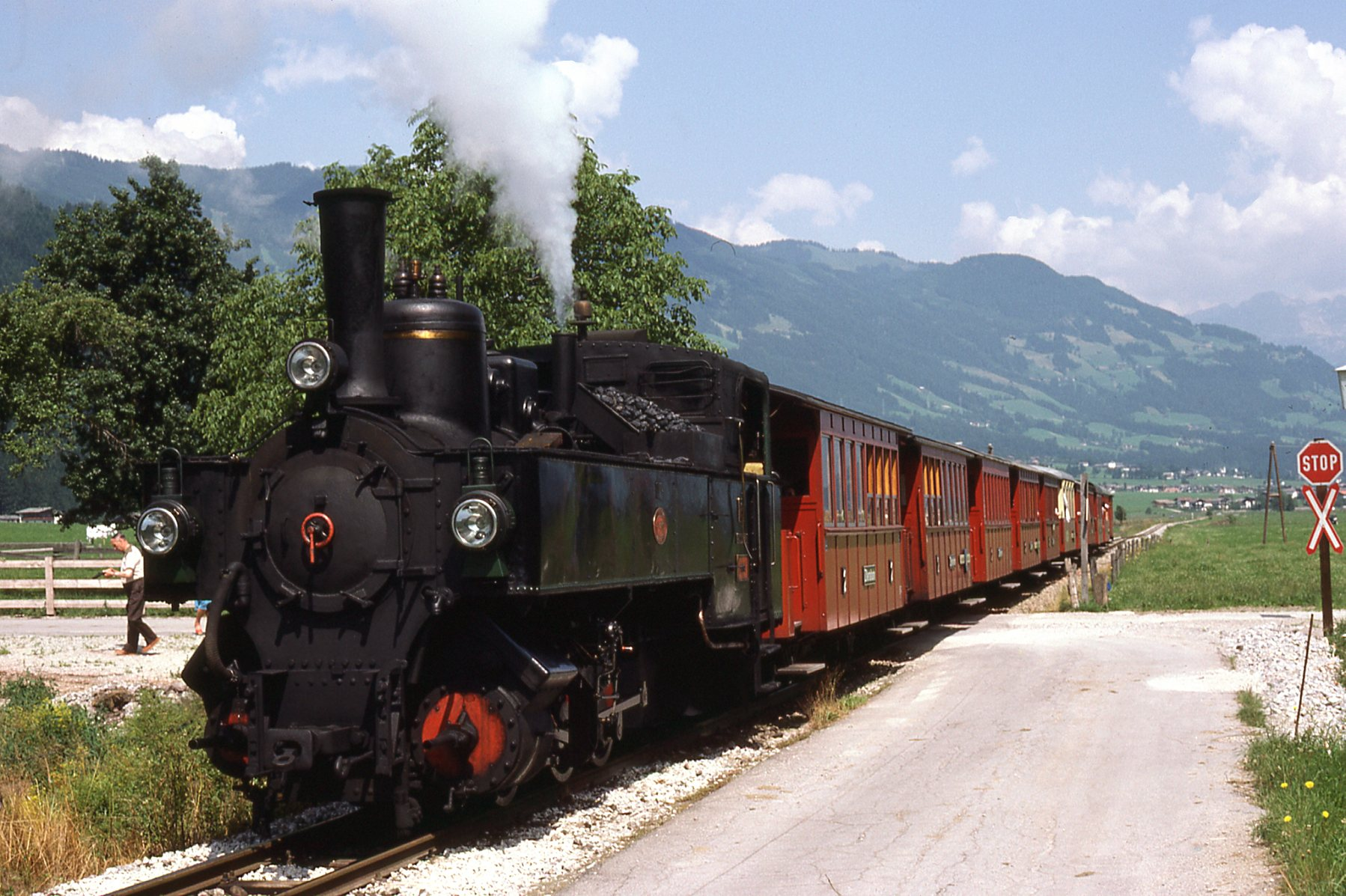
En été et pendant la période de Noël, les trains touristiques à vapeur circulent quotidiennement.
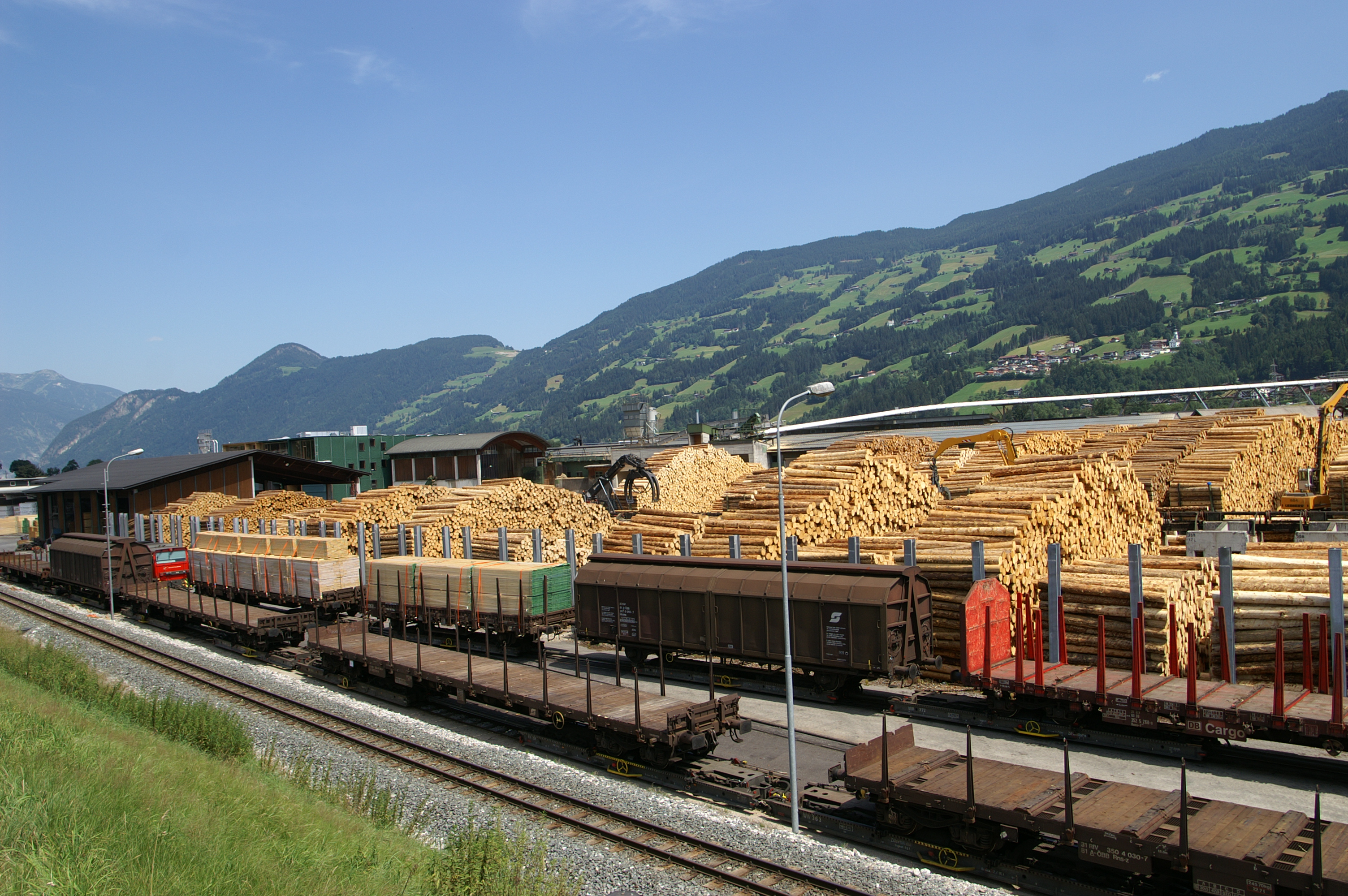
Le transport de marchandises est assuré par des wagons à voie normale posés sur des lorrys.